# Hartă topografică

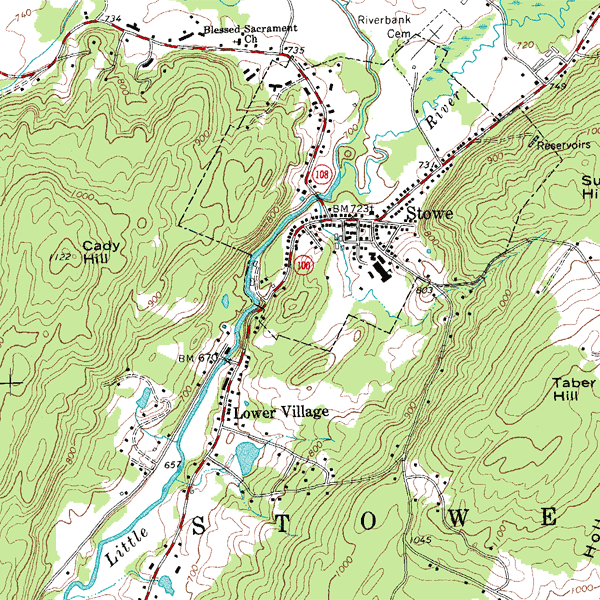
Fragment de hartă topografică pe care sunt reprezentate detalii de planimetrie şi curbe de nivel

Harta topografică este reprezentarea grafică convențională a unei suprafețe terestre, care ține seama de forma curbă a Pământului, pe baza folosirii unei proiecții cartografice. Din punct de vedere al conținutului, hărțile topografice redau în mod generalizat detaliile planimetrice și amenajamentele umane, precum și detaliile nivelitice ale suprafeței topografice, într-un mod standardizat, prin diferite semne convenționale. 

## Descriere
În funcție de scara de reprezentare și de modul de întocmire, desenele topografice poartă denumirea de planuri sau de hărți.
Harta topografică se întocmește la scări mai mici de 1:20 000. Se menționează că numărul scărilor folosite pentru reprezentarea unei porțiuni din suprafața terestră poate fi nelimitat, dar dintre acestea se utilizează numai scările de bază: 1:25.000; 1:50.000; 1:100.000; 1:200.000: 1:500.000 și 1:1.000.000 la care se adăugă și planurile directoare militare, la scara 1: 20.000.
Planul topografic este reprezentarea grafică convențională a unei suprafețe de teren mai restrânse, care se întocmește la scări mai mari sau egale cu 1:10.000, unde proiectarea punctelor de pe suprafața terestră se face ortogonal, iar efectul de curbură al Pământului se neglijează. Pe planurile topografice întocmite la scările: 1:500; 1:1.000; 1:2.000; 1:5.000 și 1:10.000 se reprezintă în mod fidel forma geometrică și dimensiunile elementelor de planimetrie, precum și relieful terenului .

## Nomenclatură

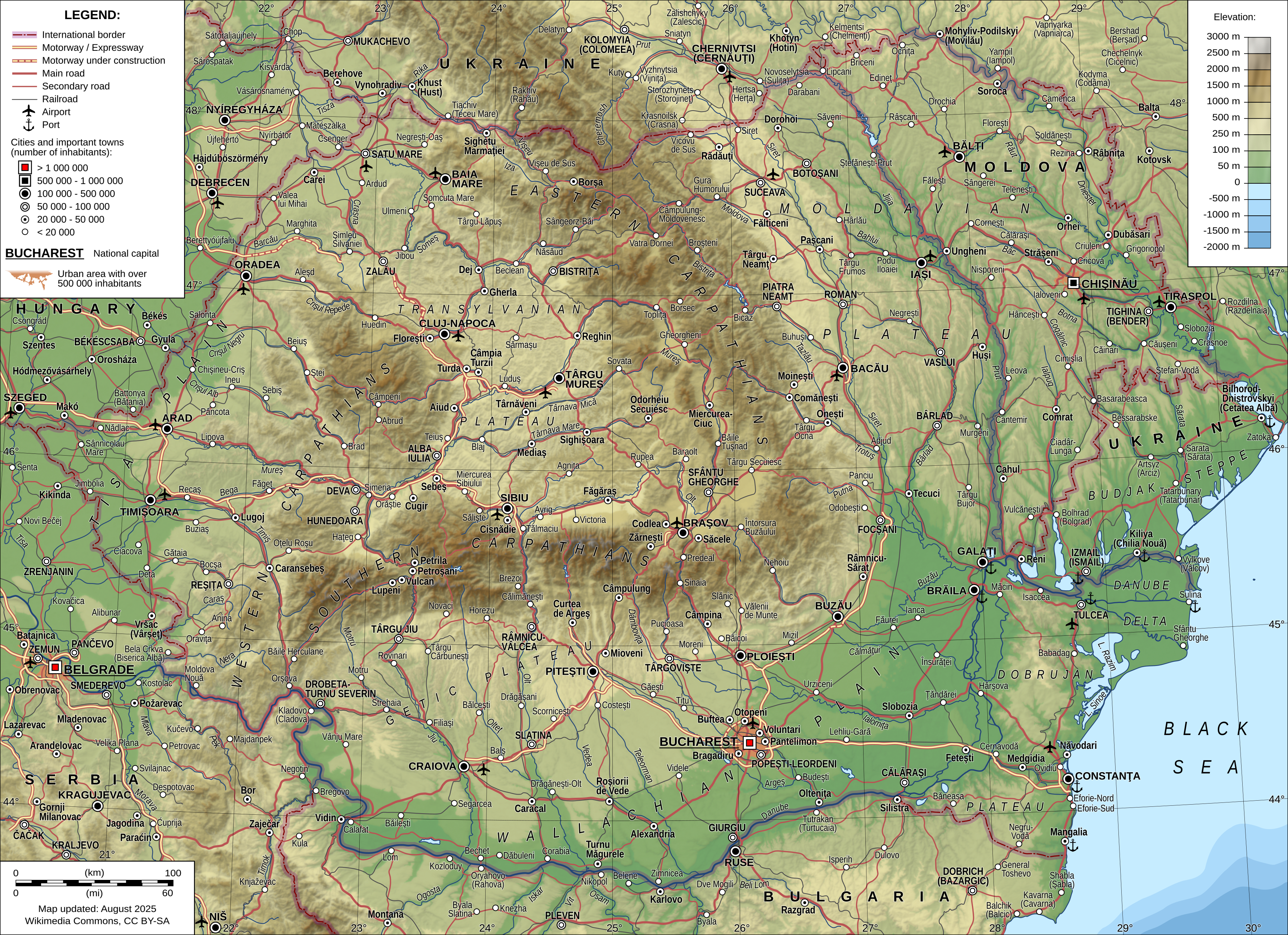
Harta generală a României

Nomenclatura foilor de hartă topografice la scara 1:1.000.000 pentru teritoriul fostei Uniuni Sovietice

Există pentru hărțile topografice o nomenclatură unică ce împarte globul pământesc, astfel că fiecărei hărți, asemeni pătratelor de pe tabla de șah, îi corespunde un nume de forma  „L – 35 – 74 – B – c”, pentru o foaie de hartă la scara 1:25.000, de exemplu.
Nomenclatura hărților și planurilor topografice, lucrările topografice care se execută în prezent pentru nevoile proiectării, sistematizării și investițiilor sunt legate de rețeaua de sprijin de stat (geodezică); există deci un sistem unic de referință atât planimetric (un singur sistem de proiecție) cât și altimetric.
Pentru o identificare operativă a hărților și planurilor, acestea se completează în mod obligatoriu cu o serie de date și anume:
- nomenclatura planurilor vecine, la care se racordează planul topografic;
- notarea coordonatelor X și Y la caroiaj pe latura Sud și Est;
- denumirea și numărul planului (serie, simbol etc.);
- nomenclatura planului conform graficului de racordare;
- scara și echidistanța;
- sistemul de referință (coordonate X, Y, proiecție, cotă);
- executanții lucrării;
- data executării planului;
- legenda pentru anumite semne convenționale special aplicate;
- observații asupra planului topografic, în cazul când de exemplu se face o reambulare, completare etc.

## Convenții grafice
Hărțile topografice reprezintă relieful prin caracteristica sa de bază: altitudinea față de nivelul 0 al mării cel mai apropiate. Pe baza unui model matematic ce intersectează suprafața terestră cu o serie de plane echidistante se trasează izoliniile (curbe de nivel) care unesc punctele cu aceeași altitudine. 
Alte elemente se reprezintă la scară, sau cu ajutorul semnelor convenționale cărora li se atribuie înțeles pe baza unei legende.

## Interpretare
Interpretarea geomorfologică a reliefului de pe hărțile topografice trebuie să respecte o serie de etape și componente care să permită o interpretare corectă. În acest scop este construită o schemă logică a interpretării geomorfologice a reliefului hărților topografice .